# Андрианово (Калининский район)
Андрианово — деревня в Калининском районе Тверской области. Относится к Черногубовскому сельскому поселению.
Расположена в 16 км к северо-западу от Твери, на правом берегу реки Тверцы. В 3,5 км к северо-западу от деревни Черногубово. Рядом с деревней мост через Тверцу на Октябрьской железной дороге (участок Тверь — Лихославль).

## Население
| 2010 |
| ---- |
| 42   |

В 1997 году было 34 хозяйства и 68 жителей.
1. ↑  Всероссийская перепись населения 2010 года. Населённые пункты Тверской области